# 朗道理論物理研究所

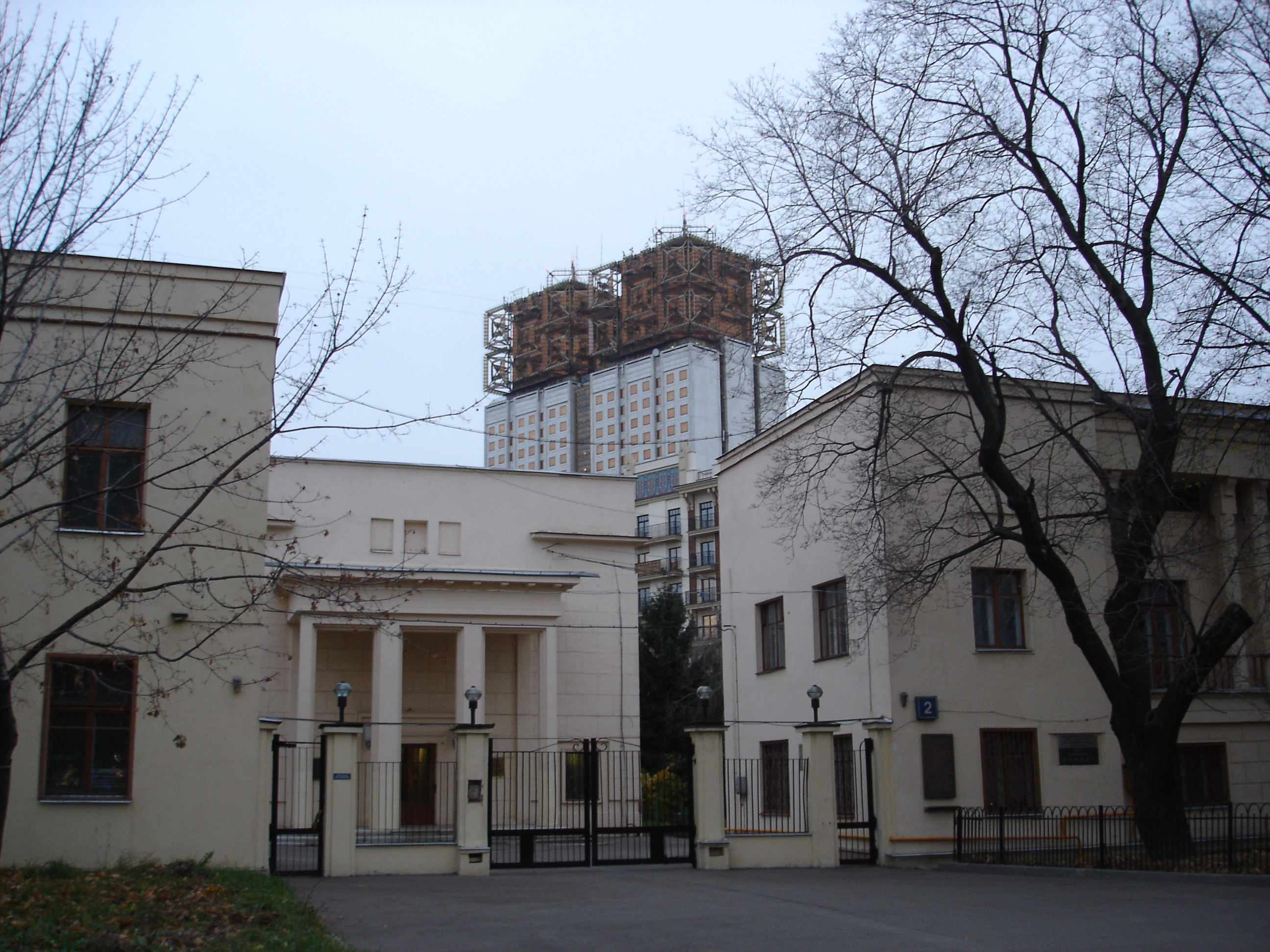
朗道理論物理學研究所主視圖

朗道理論物理研究所（俄语：Институт теоретической физики им. Л. Д. Ландау РАН），是一個以研究理論物理學為主的世界著名研究中心，坐落在俄羅斯首都莫斯科附近的一個小鎮切爾諾戈洛夫卡。

## 研究領域
其主要研究領域包括：
- 數學物理
- 計算物理學
- 非線性物理學
- 凝聚態物理學
- 粒子物理學
- 原子核物理學
- 量子場論

## 歷史

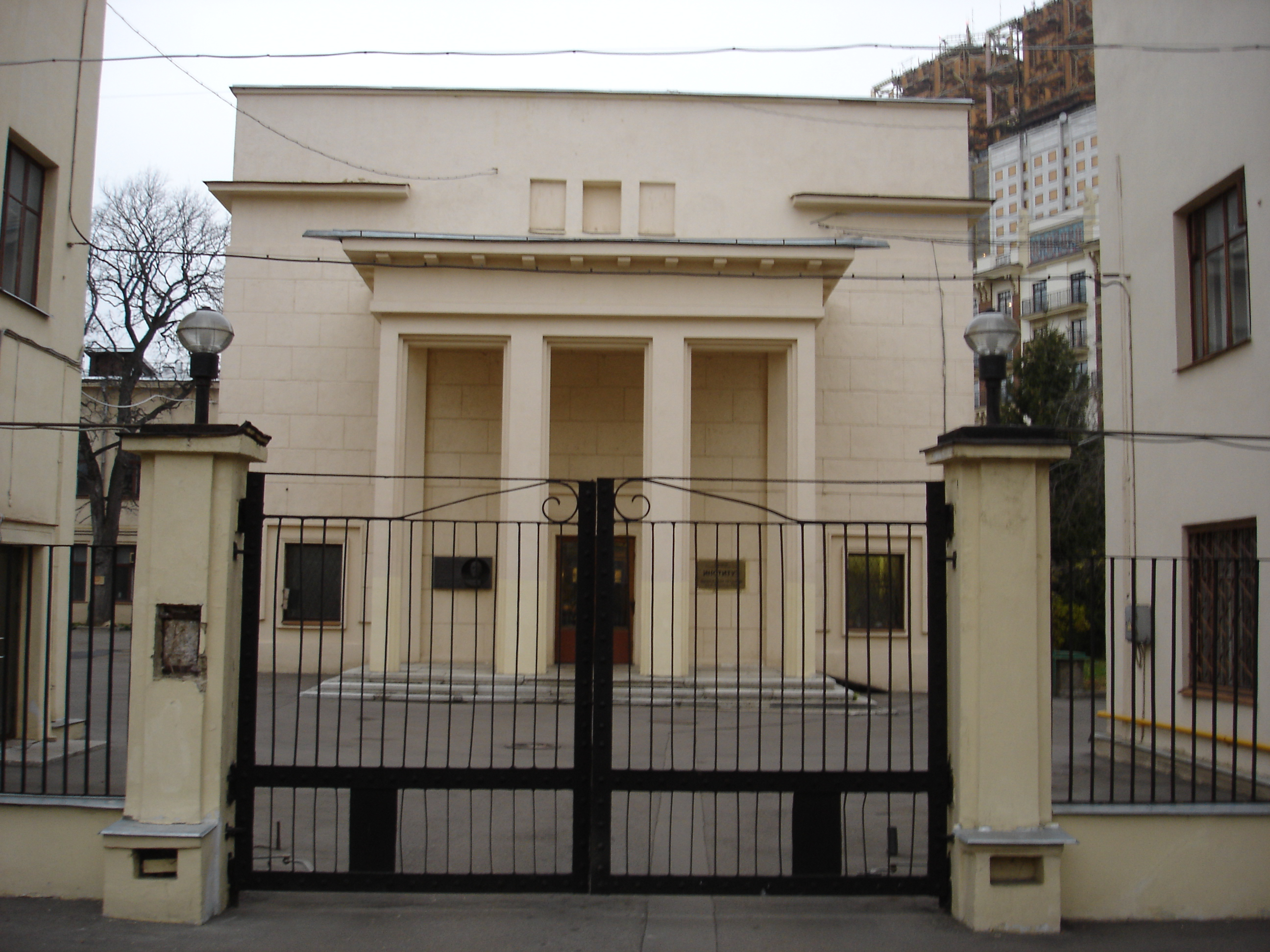
朗道理論物理學研究所正視圖

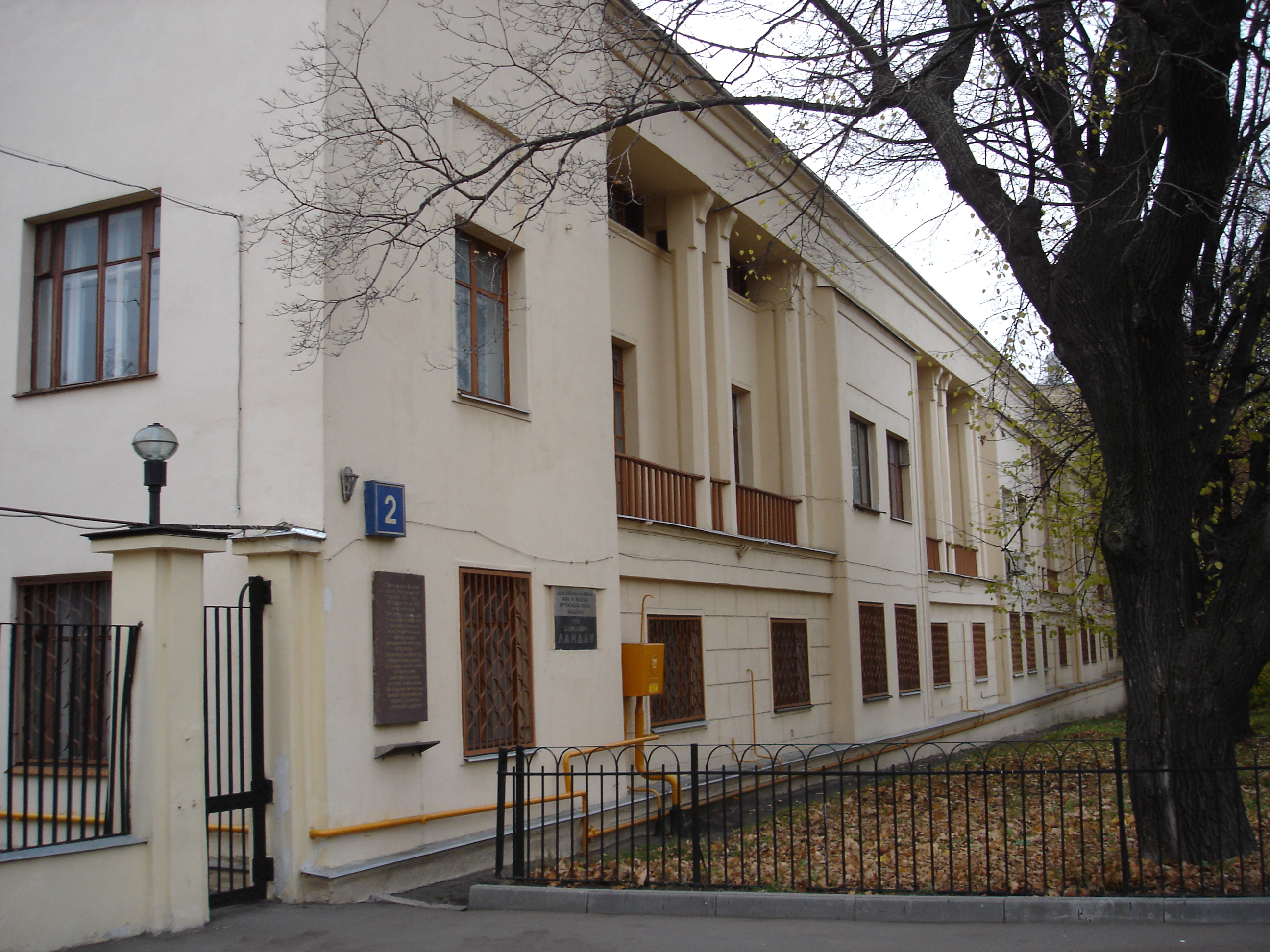
從Kosygina街看朗道理論物理學研究所

朗道理論物理研究所的命名是為了紀念俄國著名物理學家列夫·朗道。1965年成立之後，即迅速增長至百名科學家，成為全球最知名和領先的理論物理研究所之一。
不像許多其他的科學中心，在俄羅斯，朗道理論物理研究所有能力面對上個世紀九十年代的人員出走危機。雖然其中有一半左右的科學家在國外領先的科學中心和大學任職，他們大多保持與朗道理論物理研究所機構的聯繫，这形成了科學的網絡和支持年輕的理論物理學家發展。

## 傑出成員
1965年至1992年，由伊萨克·哈拉特尼科夫領導研究所。之後由弗拉基米爾·扎哈羅夫擔任所長。多數成員皆是俄羅斯科學院院士。
眾多傑出的科學家、物理學家和數學家包括：
- 阿列克謝·阿布里科索夫
- 謝爾蓋·諾維科夫
- 亞歷山大·泊里雅科夫
- Lev Gor'kov
- Anatoly Larkin
- Arkady Migdal
- Valery Pokrovsky
- Yakov G. Sinai

## 延伸閱讀
- Isaak Markovich Khalatnikov. Vladimir P. Mineev , 编.  [朗道研究所30载论文选集]. World Scientific. 1996.

## 外部連結
- 朗道理論物理研究所英文版 （页面存档备份，存于）